# Sloveens voetbalelftal in 2011
Het Sloveens voetbalelftal speelde in totaal negen interlands in het jaar 2011, waaronder zes wedstrijden in de kwalificatiereeks voor de EK-eindronde 2012 in Polen en Oekraïne. Slovenië eindigde als vierde in groep C en plaatste zich daardoor niet voor de eindronde.
Bondscoach Matjaž Kek stapte op na de afsluitende EK-kwalificatiewedstrijd (een 1-0 zege op Servië). Hij had de ploeg 49 duels (20 zeges, 9 gelijke spelen, 20 nederlagen) geleid en onder meer naar het WK voetbal 2010 in Zuid-Afrika geloodst. Hij werd opgevolgd door Slaviša Stojanovič. Op de FIFA-wereldranglijst zakte Slovenië in 2011 van de 17de (januari 2011) naar de 26ste plaats (december 2011). Verdedigers Mišo Brečko en Bojan Jokić kwamen in 2011 in alle negen duels in actie.

## Balans
| Wedstrijden | Wedstrijden | Wedstrijden | Wedstrijden | Doelpunten | Doelpunten | Doelpunten | Punten |
| Gespeeld    | Winst       | Gelijk      | Verlies     | Voor       | Tegen      | Saldo      | Punten |
| ----------- | ----------- | ----------- | ----------- | ---------- | ---------- | ---------- | ------ |
| 9           | 3           | 2           | 4           | 8          | 8          | 0          | 0.889  |

## Interlands
|                                                                 |                 |       |                                                |                                                                                          |
| 9 februari Vriendschappelijk № 169 «onderlinge duels» 19:00 uur | Albanië         | 1 – 2 | Slovenië                                       | Qemal Stafastadion, Tirana Toeschouwers: 5.800 Scheidsrechter: Michail Koukoulakis (GRE) |
| 9 februari Vriendschappelijk № 169 «onderlinge duels» 19:00 uur | Ervin Bulku 62' |       | 25' Milivoje Novakovič 90' (pen.) Zlatko Dedič | Qemal Stafastadion, Tirana Toeschouwers: 5.800 Scheidsrechter: Michail Koukoulakis (GRE) |

|                                                             |          |                  |        |                                                                                        |
| 25 maart EK-kwalificatie № 170 «onderlinge duels» 19:45 uur | Slovenië | 0 – 1            | Italië | Športni Park Stožice, Ljubljana Toeschouwers: 16.000 Scheidsrechter: Felix Brych (GER) |
| 25 maart EK-kwalificatie № 170 «onderlinge duels» 19:45 uur |          | 73' Thiago Motta |        | Športni Park Stožice, Ljubljana Toeschouwers: 16.000 Scheidsrechter: Felix Brych (GER) |

|                                                             |               |       |          |                                                                                |
| 29 maart EK-kwalificatie № 171 «onderlinge duels» 19:45 uur | Noord-Ierland | 0 – 0 | Slovenië | Windsor Park, Belfast Toeschouwers: 14.200 Scheidsrechter: Björn Kuipers (NED) |
| 29 maart EK-kwalificatie № 171 «onderlinge duels» 19:45 uur |               |       |          | Windsor Park, Belfast Toeschouwers: 14.200 Scheidsrechter: Björn Kuipers (NED) |

|                                                           |         |                                             |          |                                                                            |
| 3 juni EK-kwalificatie № 172 «onderlinge duels» 18:30 uur | Faeröer | 0 – 2                                       | Slovenië | Svangaskarð, Toftir Toeschouwers: 974 Scheidsrechter: Oliver Drachta (AUT) |
| 3 juni EK-kwalificatie № 172 «onderlinge duels» 18:30 uur |         | 29' Tim Matavž 47' (e.d.) Rógvi Baldvinsson |          | Svangaskarð, Toftir Toeschouwers: 974 Scheidsrechter: Oliver Drachta (AUT) |

|                                                                  |          |       |        |                                                                                 |
| 10 augustus Vriendschappelijk № 173 «onderlinge duels» 19:45 uur | Slovenië | 0 – 0 | België | Arena Petrol, Celje Toeschouwers: 12.230 Scheidsrechter: Marijo Strahonja (CRO) |
| 10 augustus Vriendschappelijk № 173 «onderlinge duels» 19:45 uur |          |       |        | Arena Petrol, Celje Toeschouwers: 12.230 Scheidsrechter: Marijo Strahonja (CRO) |

|                                                                |                |       |                                               |                                                                                           |
| 2 september EK-kwalificatie № 174 «onderlinge duels» 19:45 uur | Slovenië       | 1 – 2 | Estland                                       | Športni Park Stožice, Ljubljana Toeschouwers: 15.480 Scheidsrechter: Stéphan Studer (SUI) |
| 2 september EK-kwalificatie № 174 «onderlinge duels» 19:45 uur | Tim Matavž 78' |       | 29' (pen.) Konstantin Vassiljev 81' Ats Purje | Športni Park Stožice, Ljubljana Toeschouwers: 15.480 Scheidsrechter: Stéphan Studer (SUI) |

|                                                                |                       |       |          |                                                                                      |
| 6 september EK-kwalificatie № 175 «onderlinge duels» 19:45 uur | Italië                | 1 – 0 | Slovenië | Stadio Artemio Franchi, Firenze Toeschouwers: 8.000 Scheidsrechter: Svein Moen (NOR) |
| 6 september EK-kwalificatie № 175 «onderlinge duels» 19:45 uur | Giampaolo Pazzini 85' |       |          | Stadio Artemio Franchi, Firenze Toeschouwers: 8.000 Scheidsrechter: Svein Moen (NOR) |

|                                                               |                |       |        |                                                                                           |
| 11 oktober EK-kwalificatie № 176 «onderlinge duels» 19:45 uur | Slovenië       | 1 – 0 | Servië | Stadion Ljudski Vrt, Maribor Toeschouwers: 9.848 Scheidsrechter: Frank De Bleeckere (BEL) |
| 11 oktober EK-kwalificatie № 176 «onderlinge duels» 19:45 uur | Dare Vršič 45' |       |        | Stadion Ljudski Vrt, Maribor Toeschouwers: 9.848 Scheidsrechter: Frank De Bleeckere (BEL) |

|                                                                  |                               |       |                                                            |                                                                                                |
| 15 november Vriendschappelijk № 177 «onderlinge duels» 17:15 uur | Slovenië                      | 2 – 3 | Verenigde Staten                                           | Športni Park Stožice, Ljubljana Toeschouwers: 8.140 Scheidsrechter: Robert Schörgenhofer (AUT) |
| 15 november Vriendschappelijk № 177 «onderlinge duels» 17:15 uur | Tim Matavž 26' Tim Matavž 60' |       | 9' Edson Buddle 40' Clint Dempsey 43' (pen.) Jozy Altidore | Športni Park Stožice, Ljubljana Toeschouwers: 8.140 Scheidsrechter: Robert Schörgenhofer (AUT) |

## FIFA-wereldranglijst
| JAN | FEB | MAR | APR | MEI | JUN | JUL | AUG | SEP | OKT | NOV | DEC |
| --- | --- | --- | --- | --- | --- | --- | --- | --- | --- | --- | --- |
| 17  | 16  | 17  | 17  | 17  | 21  | 23  | 23  | 33  | 27  | 26  | 26  |

## Statistieken
| Samir Handanovič         | 1984-07-14 | Udinese            | 7 | 0 | 0 | 55 | 0  |
| Jasmin Handanovič        | 1978-01-28 | NK Maribor         | 2 | 0 | 0 | 6  | 0  |
| Verdediging              |            |                    |   |   |   |    |    |
| Mišo Brečko              | 1984-05-01 | 1. FC Köln         | 9 | 0 | 0 | 49 | 0  |
| Bojan Jokić              | 1986-05-17 | Chievo Verona      | 9 | 0 | 0 | 52 | 1  |
| Boštjan Cesar            | 1982-07-09 | Chievo Verona      | 8 | 0 | 0 | 59 | 4  |
| Marko Šuler              | 1983-03-09 | Hapoel Tel Aviv    | 7 | 0 | 0 | 30 | 2  |
| Branko Ilić              | 1983-02-06 | Lokomotiv Moskou   | 2 | 1 | 0 | 42 | 0  |
| Matej Mavrič             | 1979-01-29 | Kapfenberger SV    | 1 | 1 | 0 | 37 | 1  |
| Siniša Anđelković        | 1986-02-13 | Ascoli Calcio      | 0 | 2 | 0 | 2  | 0  |
| Middenveld               |            |                    |   |   |   |    |    |
| Valter Birsa             | 1986-08-07 | Genoa CFC          | 7 | 2 | 0 | 52 | 3  |
| Andraž Kirm              | 1984-09-06 | Wisła Kraków       | 7 | 1 | 0 | 43 | 3  |
| Robert Koren             | 1980-09-20 | Hull City          | 6 | 0 | 0 | 61 | 5  |
| Aleksandar Radosavljevič | 1979-04-25 | ADO Den Haag       | 6 | 0 | 0 | 28 | 1  |
| Josip Iličič             | 1988-01-29 | US Palermo         | 5 | 3 | 0 | 14 | 0  |
| Armin Bačinovič          | 1989-10-24 | US Palermo         | 5 | 1 | 0 | 9  | 0  |
| Dare Vršič               | 1984-09-26 | Olimpija Ljubljana | 2 | 3 | 1 | 11 | 3  |
| Darijan Matič            | 1983-05-28 | Kryvbas Kryvy Rih  | 1 | 0 | 0 | 8  | 0  |
| René Krhin               | 1990-05-21 | Bologna FC         | 0 | 2 | 0 | 6  | 0  |
| Goran Šukalo             | 1981-08-24 | MSV Duisburg       | 0 | 2 | 0 | 34 | 2  |
| Dejan Lazarević          | 1990-02-15 | Padova Calcio      | 0 | 1 | 0 | 1  | 0  |
| Aanval                   |            |                    |   |   |   |    |    |
| Milivoje Novakovič       | 1979-05-18 | 1. FC Köln         | 7 | 0 | 1 | 54 | 19 |
| Tim Matavž               | 1989-01-13 | PSV Eindhoven      | 5 | 0 | 4 | 12 | 7  |
| Zlatan Ljubijankič       | 1983-12-15 | KAA Gent           | 2 | 6 | 0 | 33 | 6  |
| Zlatko Dedič             | 1984-10-05 | Dynamo Dresden     | 1 | 5 | 1 | 38 | 6  |
| Nejc Pečnik              | 1986-01-03 | CD Nacional        | 0 | 4 | 0 | 14 | 2  |

NZS · A-internationals · Bondscoaches · Selecties · Statistieken · Sloveens vrouwenelftal · Olympisch elftal · Slovenië U21 · Slovenië U20 · Slovenië U19 · Slovenië U18 · Slovenië U17 · Slovenië U16
1991 – 1999 ·
2000 – 2009 ·
2010 – 2019 ·
2020 − 2029
EK's: 1996 · 
2000 · 
2004 · 
2008 · 
2012 · 
2016 · 
2020 · 
2024
WK's: 1998 · 
2002 · 
2006 · 
2010 · 
2014 · 
2018 ·
2022
1991 · 
1992 · 
1993 · 
1994 · 
1995 · 
1996 · 
1997 · 
1998 · 
1999 · 
2000 · 
2001 · 
2002 · 
2003 · 
2004 · 
2005 · 
2006 · 
2007 · 
2008 · 
2009 · 
2010 · 
2011 · 
2012 · 
2013 · 
2014 · 
2015 · 
2016 · 
2017 · 
2018 ·
2019 ·
2020 ·
2021 ·
2022 ·
2023 ·
2024
Albanië ·
Algerije ·
Argentinië ·
Armenië ·
Australië ·
Azerbeidzjan ·
België ·
Bosnië en Herzegovina ·
Bulgarije ·
Canada ·
China ·
Colombia ·
Cyprus ·
Denemarken ·
Duitsland ·
Engeland ·
Estland ·
Faeröer ·
 Finland ·
Frankrijk ·
Georgië ·
Ghana ·
Gibraltar ·
Griekenland ·
Honduras ·
Hongarije ·
IJsland ·
Israël ·
Italië ·
Ivoorkust ·
Joegoslavië ·
Kazachstan ·
Kosovo ·
Kroatië ·
Letland ·
Litouwen ·
Luxemburg ·
Malta ·
Mexico ·
Moldavië ·
Montenegro ·
Nederland ·
Nieuw-Zeeland ·
Noord-Ierland ·
Noord-Macedonië ·
Noorwegen ·
Oekraïne ·
Oman ·
Oostenrijk ·
Paraguay ·
Polen ·
Portugal ·
Qatar ·
Roemenië ·
Rusland ·
San Marino ·
Saoedi-Arabië ·
Schotland ·
Servië ·
Servië en Montenegro ·
Slowakije ·
Spanje ·
Trinidad en Tobago ·
Tsjechië ·
Tunesië ·
Turkije · 
Uruguay ·
Verenigde Arabische Emiraten ·
Verenigde Staten ·
Wales ·
Wit-Rusland ·
Zuid-Afrika ·
Zweden ·
Zwitserland
Algerije (2010) · 
Engeland (2010) · 
Paraguay (2002) · 
Spanje (2002) · 
Verenigde Staten (2010) · 
Zuid-Afrika (2002)